# Elisabeth van Gogh
Elisabeth Huberta (Lies) van Gogh (Zundert, 16 mei 1859 - Baarn, 29 november 1936) was een Nederlands dichter, essayist, prozaïst en vertaler. 
Elisabeth werd in 1859 geboren als vierde kind van Theodorus van Gogh, Nederlands Hervormd predikant en Anna Cornelia Carbentus.
Het gezin telde vijf kinderen, drie jongens en twee meisjes. Elisabeth was zes jaar jonger dan haar broer Vincent van Gogh.
Ze huwde Jean Philippe Du Quesne van Brughem (Oosterbeek, 1840 - Baarn, 1921), kantonrechter in Amersfoort, later advocaat en procureur bij de Utrechtse arrondissementsrechtbank. Het gezin bestond uit vier kinderen die tussen 1892 en 1899 geboren werden. 
Op 11 november 1893 verhuisde het gezin van het buiten De Eikenhorst in Soesterberg naar Baarn. De drie kinderen uit het eerste huwelijk van Du Quesne met Louise van Willes gingen niet mee. Het gezin woonde in Baarn op vele adressen, zo woonden ze in de Amalialaan, Hoofdstraat, Nieuwstraat en de Dalweg. Nadat Du Quesne in 1921 overleed woonde Elisabeth op Dalweg 10, Eemnesserweg 53, Cantonlaan 6, Schoolstraat 48 en overleed op nummer 46. Waarschijnlijk waren de laatste adressen pensions. Zij werd begraven op de Nieuwe algemene begraafplaats Baarn. 
Na een studie Engels en Frans op twee verschillende kostscholen werd ze opgeleid tot onderwijzeres. Toen haar vader onverwacht overleed stond de familie er door het wegvallen van het inkomen van de predikant financieel slecht voor. Elisabeth werd daarom huishoudelijke hulp bij mr. Du Quesne van Bruchem uit Baarn, wiens vrouw ernstig ziek was. Na verloop van tijd raakte Elisabeth zwanger van De Quesne van Bruchem. Om een schandaal voor de familie te voorkomen, werd besloten om Elisabeth in Engeland te laten bevallen van het buitenechtelijke kind. Op reis naar Engeland beviel Elisabeth op een hotelkamer in Saint-Sauveur-Le-Vicomte op 3 augustus 1886 van Hubertina Normance van Gogh. Het kind werd toevertrouwd aan een jonge weduwe, een snoepverkoopster, die daarvoor kostgeld ontving tot Hubertine volwassen was. In 1966 zou de Franse pers het geheim onthullen, waarna strafpleiter en Van Goghkenner Benno Stokvis in 1969 een boekje uitgaf met de titel Lijden zonder klagen waarin hij het tragische levenslot van Hubertina beschreef. In 1891, na het overlijden van de echtgenote van Du Quesne van Bruchem huwden Elisabeth en Jean Philippe. Het bestaan van Hubertina werd echter verzwegen. Het paar kreeg nog vier kinderen, Theodore Louis Giles (1892-1939), Jeanette Adrienne Angeline (1895-1952), Rose Wilhelmine (1897-1972) en Felix Jean Philippe (1899-1993).

## Biografie
- Benno Stokvis - Nasporingen omtrent Vincent van Gogh in Brabant. S.L. van Looy, Amsterdam, 1926. (III), 39p.
- Benno Stokvis - Lijden zonder klagen. Het tragische levenslot van Hubertina van Gogh. Bosch en Keuning, Baarn, 1969. 56p.
- Nico van Wageningen - Het gezin van Gogh. Een familiegeschiedenis in brieven. Scripotio, (Deventer), 209. 333p.

- Bibliothèque nationale de France: cb11900730q (data)
- Digitale Bibliotheek voor de Nederlandse Letteren: ques003
- Gemeinsame Normdatei: 126338736
- International Standard Name Identifier: 0000 0000 6641 0388
- Library of Congress Control Number: nr88001882
- Nederlandse Thesaurus van Auteursnamen: 067616291
- Système universitaire de documentation: 026838850
- Union List of Artist Names: 500075234
- Virtual International Authority File: 17221877
- WorldCat: E39PBJk4GKCr7vBfB9B7Hj86Kd